# Bob Brookmeyer
Robert Brookmeyer (Kansas City (Kansas), 19 de diciembre de 1929-16 de diciembre de 2011), fue un trombonista, pianista, compositor y arreglista estadounidense de jazz.
A partir de 1951 inicia su carrera como jazzman, tocando entre otros con las bandas de Louis Prima, Claude Thornhill, Terry Gibbs y Woody Herman. Colaboró asiduamente con Stan Getz, con quien viaja a Europa, y con Jimmy Giuffre (1957-1958). Después, en 1960, se une a Gerry Mulligan; más tarde, toca junto a Clark Terry (1961-1965) y la big band de Thad Jones-Mel Lewis, siendo su principal arreglista (1966). Se traslada a Los Ángeles (California) en 1968 y, ya en los años 1970, toca nuevamente con Jones-Lewis, Mulligan y Jim Hall, aparte de liderar su propio grupo.
Tras un periodo en Europa, a finales de los años 1980, regresa a EE. UU., dedicándose sobre todo a componer, arreglar y participar en sesiones de estudio. Ha sido también profesor de composición de jazz en el Conservatorio de Boston. En el año 2006, su disco Spirit Music fue nominado en los Premios Grammy

## Discografía

### Como líder
- 1954: Quintets (Vogue)
- 1954: Bob Brookmeyer featuring Al Cohn (Storyville)
- 1954: Bob Brookmeyer Quartet (Pacific Jazz) featuring John Williams and Red Mitchell
- 1954–55: The Dual Role of Bob Brookmeyer (Prestige) (also released as Revelation!)
- 1955: Bob Brookmeyer Plays Bob Brookmeyer and Some Others (Clef) also released as The Modernity of Bob Brookmeyer
- 1956: Tonite's Music Today (Storyville) – Bob Brookmeyer–Zoot Sims Quintet
- 1956: Whooeeee (Storyville) – Bob Brookmeyer–Zoot Sims Quintet (also released as Today's Jazz)
- 1956: Jimmy Raney featuring Bob Brookmeyer (ABC/Paramount) with Jimmy Raney
- 1956: Brookmeyer (Vik) also released as Bob Brookmeyer and His Orchestra
- 1957: Traditionalism Revisited (World Pacific)
- 1957: Jazz Concerto Grosso (ABC-Paramount) with Gerry Mulligan and Phil Sunkel
- 1957: The Street Swingers (World Pacific) with Jim Hall and Jimmy Raney (also released as Bob Brookmeyer & Guitars)
- 1958: Kansas City Revisited (United Artists)
- 1958: Stretching Out (United Artists) with Zoot Sims-Bob Brookmeyer Octet
- 1959: The Ivory Hunters (United Artists), piano duo with Bill Evans
- 1959: Portrait of the Artist (Atlantic)
- 1960: Jazz Is a Kick (Mercury)
- 1960: The Blues Hot and Cold (Verve)
- 1961: 7 x Wilder (Verve)
- 1961: Recorded Fall 1961 (Verve) with Stan Getz
- 1962: Gloomy Sunday and Other Bright Moments (Verve)
- 1962: Trombone Jazz Samba (Verve)
- 1963: Samba Para Dos (Verve) with Lalo Schifrin
- 1964: Bob Brookmeyer and Friends (Columbia)
- 1964: Tonight (Mainstream) – Clark Terry-Bob Brookmeyer Quintet
- 1965: The Power of Positive Swinging (Mainstream) – Clark Terry-Bob Brookmeyer Quintet
- 1966: Gingerbread Men (Mainstream) – Clark Terry-Bob Brookmeyer Quintet
- 1967: Out Of My Head (Atlantic) – Bob Brookmeyer Big Band
- 1978: Back Again (Sonet)
- 1978: The Bob Brookmeyer Small Band (DCC Jazz, 1999)
- 1980: Composer & Arranger (Gryphon) with Mel Lewis and the Jazz Orchestra (also released as Live At The Village Vanguard)
- 1981: Through a Looking Glass (Finesse)
- 1986: Oslo (Concord)
- 1989: On the Way to the Sky (JazzLine) released 2016 - with Jim Hall, Mel Lewis, WDR Big Band Cologne
- 1991: Electricity (ACT)
- 1993: Paris Suite (Challenge)
- 1994: Old Friends (Storyville)
- 1997: New Works Celebration (Challenge)
- 1998: Out of This World (Koch)
- 1998: Together (Challenge)
- 1999: Madly Loving You (Challenge)
- 2000: Holiday (Challenge)
- 2001: Waltzing with Zoe (Challenge)
- 2002: Get Well Soon (Challenge)
- 2004: Island (Artists House)
- 2006: Spirit Music (ArtistShare)
- 2011: Standards (ArtistShare)

### Como músico acompañante de

#### Cannonball Adderley
- 1961: African Waltz (Riverside) with orchestra conducted by Ernie Wilkins

#### Manny Albam
- 1956: The Jazz Workshop (RCA Victor)
- 1962: Jazz Goes to the Movies (Impulse!)
- 1966: Brass on Fire (Sold State)

#### Arkadia Jazz All Stars
- 1998: Thank You, Gerry!: Our Tribute to Gerry Mulligan (Arkadia Jazz)

#### Benny Aronov
- 1979: Shadow Box (Choice)

#### Bobby Bryant
- 1969: The Jazz Excursion Into "Hair" (World Pacific)

#### Ruby Braff
- 1959: Blowing Around The World (United Artists)

#### Monty Budwig
- 1979: Dig (Concord)

#### Ralph Burns
- 1961: Where There's Burns There's Fire (Warwick)

#### Gary Burton
- 1962: Who Is Gary Burton? (RCA)
- 1963: The Groovy Sound of Music (RCA)

#### Ray Charles
- 1959: The Genius of Ray Charles (Atlantic)

#### Al Cohn
- 1956: The Al Cohn Quintet Featuring Bobby Brookmeyer (Coral)
- 1961: Son of Drum Suite (RCA Victor)

#### Dave Frishberg
- 1978: You're A Lucky Guy (Concord)

#### Curtis Fuller
- 1962: Cabin in the Sky (Impulse!)

#### Stan Getz
- 1953: The Artistry of Stan Getz (Clef)
- 1957: Interpretations by the Stan Getz Quintet (Norgran)
- 1957: Stan Getz and the Cool Sounds (Verve) 1953-1955
- 1954: Stan Getz at The Shrine (Verve)

#### Jimmy Giuffre
- 1958: Trav'lin' Light (Atlantic)
- 1958: The Four Brothers Sound (Atlantic) [1959]
- 1958: Western Suite (Atlantic) [1960]

#### Buddy Greco
- 1961: I Like It Swinging (Epic)

#### The Guitar Choir
- 1960: The New Jazz Sound Of Show Boat (Columbia) with Phil Woods and John Carisi

#### Bobby Hackett
- 1967: Creole Cookin' (Verve)

#### Jim Hall
- 1999: Live At The North Sea Jazz Festival (Challenge)

#### Woody Herman
- 1958: The Herd Rides Again . . . In Stereo (Everest)

#### Lee Konitz
- 1959: You and Lee (Verve)

#### Marko Lackner
- 2005: Awakening (Double Moon)

#### Gary McFarland
- 1962: The Jazz Version of "How to Succeed in Business without Really Trying" (Verve)
- 1963: The In Sound (Verve)

#### Gary McFarland yClark Terry
- 1965: Tijuana Jazz (Impulse!)

#### Gerry Mulligan
- 1954: Paris Concert (Pacific Jazz)
- 1955: California Concerts (Pacific Jazz)
- 1955: Presenting the Gerry Mulligan Sextet (EmArcy)
- 1955: Mainstream of Jazz (Sextet) (EmArcy)
- 1956: Profile (Sextet) (Emarcy)
- 1956: Recorded in Boston at Storyville (Pacific Jazz)
- 1957: The Teddy Wilson Trio & Gerry Mulligan Quartet with Bob Brookmeyer at Newport (Verve)
- 1960: The Concert Jazz Band (Verve)
- 1960: Gerry Mulligan and the Concert Jazz Band on Tour (Verve) [1962]
- 1960: Gerry Mulligan and the Concert Jazz Band at the Village Vanguard (Verve)
- 1961: Holliday with Mulligan (DRG) [1980] with Judy Holliday
- 1961: Gerry Mulligan Presents a Concert in Jazz (Verve)
- 1962: The Gerry Mulligan Quartet (Verve)
- 1962: Spring Is Sprung (Philips)
- 1962: Gerry Mulligan '63 Concert Jazz Band (Verve)
- 1963: Night Lights (Philips)
- 1964: Butterfly with Hiccups (Limelight)
- 1972: The Age Of Steam (A&M) - Gerry Mulligan and his Orchestra

#### Oliver Nelson
- 1966: Encyclopedia of Jazz (Verve)
- 1966: The Sound of Feeling (Verve)

#### Anita O'Day
- 1962: All the Sad Young Men (Verve)

#### Michel Petrucciani
- 1997: Both Worlds (Dreyfus Jazz)

#### Oscar Pettiford
- 1955: Another One (Bethlehem)
- 1955: Jazz Mainstream (Bethlehem)
- 1956: Volume 2 (Bethlehem)

#### Bill Pots
- 1959: The Jazz Soul Of Porgy & Bess (United Artists)

#### Jimmy Raney
- 1957: Jimmy Raney In Three Attitudes (ABC-Paramount)

#### Pee Wee RussellyColeman Hawkins
- 1961: Jazz Reunion (Candid)

#### Lalo Schifrin
- 1965: Once a Thief and Other Themes (Verve)

#### Don Sebesky
- 1979: Three Works For Jazz Soloists & Symphony Orchestra (Gryphon)

#### Bud Shank
- 1954: Strings & Trombones (Pacific Jazz)
- 1958: I'll Take Romance (World Pacific)

#### Zoot Sims
- 1956: The Modern Art of Jazz by Zoot Sims (Dawn)
- 1961: Choice (Pacific Jazz)

#### Clark Terry
- 1971: Clark Terry & Bob Brookmeyer (Verve)

#### Bob Thiele
- 1969: Head Start (Flying Dutchman)

#### Kai Winding
- 1956: The Trombone Sound (Columbia)